# Баррейру
Барре́йру (порт. Barreiro; МФА: [ba.ˈʁɐj.ɾu]) — муніципалітет і місто в Португалії, в окрузі Сетубал. Розташований у західній частині країни, на березі Атлантичного океану, на теренах історичної португальської провінції Ештремадура. Належить до Сетубальської діоцезії Католицької церкви в Португалії. Права міського самоврядування має з 1521 року. Поділяється на 4 парафії. За адміністративним поділом, чинним до 1976 року, був складовою провінції Ештремадура. Площа муніципалітету — 36,39 км², населення муніципалітету — 78764 ос. (2011); густота населення — 2164,44 осіб/км²
. Патрон — Діва Марія. Святковий день муніципалітету — 28 червня. Поштовий індекс — 2830.  Код місцевої адміністративної одиниці — 1504. Складова статистичного регіону Лісабон.

## Географія
Баррейру розташоване на заході Португалії, на північному заході округу Сетубал.
Баррейру межує на сході — з муніципалітетом Мойта, на південному сході — з муніципалітетом Палмела, на півдні — з муніципалітетами Сетубал і Сезімбра, на заході — з муніципалітетом Сейшал. На півночі омивається водами річки Тежу.

## Населення
| Кількість мешканців | Кількість мешканців | Кількість мешканців | Кількість мешканців | Кількість мешканців | Кількість мешканців | Кількість мешканців | Кількість мешканців | Кількість мешканців | Кількість мешканців | Кількість мешканців | Кількість мешканців | Кількість мешканців | Кількість мешканців | Кількість мешканців |
| ------------------- | ------------------- | ------------------- | ------------------- | ------------------- | ------------------- | ------------------- | ------------------- | ------------------- | ------------------- | ------------------- | ------------------- | ------------------- | ------------------- | ------------------- |
| 1864                | 1878                | 1890                | 1900                | 1911                | 1920                | 1930                | 1940                | 1950                | 1960                | 1970                | 1981                | 1991                | 2001                | 2011                |
| 4 439               | 4 841               | 5 628               | 7 738               | 12 057              | 15 001              | 21 030              | 26 104              | 29 719              | 35 088              | 5 905               | 88 052              | 85 768              | 79 012              | 78 764              |